# Sönnerskog
Sönnerskog är en by i Södra Unnaryds distrikt (Södra Unnaryds socken) i västra Småland som sedan 1974 tillhör Hylte kommun och Hallands län. Byn ligger vid länsväg N 876, väster om sjön Unnen, direkt söder om tätorten Unnaryd.